# Charmois (Meurthe e Mosella)
Charmois è un comune francese di 150 abitanti situato nel dipartimento della Meurthe e Mosella nella regione del Grand Est.

## Società

### Evoluzione demografica
Abitanti censiti